# Sturmscharführer

Insígnia

Sturmscharführer era un rang nazi de les Waffen-SS que va existir entre 1934 i 1945. El rang va ser el més alt rang es va crear a les Waffen-SS, l'equivalent d'un sergent major en altres organitzacions militars. Sturmscharführer és exclusiu de les Waffen-SS i no es va utilitzar en el pressupost ordinari de les SS (la Allgemeine-SS), on el més alt rang fou el de Hauptscharführer.
El rang de Sturmscharführer va ser creat el juny de 1934, després de la Nit dels ganivets llargs. A causa d'una reorganització de les SS, Sturmscharführer va ser creat com el més alt rang d'allistats de les SS-Verfügungstruppe, en substitució dels antics títols de la Sturmabteilung i Haupttruppführer.
Per 1941, les Waffen-SS s'havien convertit en l'organització successora de la SS-Verfügungstruppe i Sturmscharführer es va establir com el més antiga fila d'allistats. Un Sturmscharführer era assignat típicament com el sergent cap d'un regiment sencer o, en alguns casos, una divisió d'infanteria.
Sturmscharführer no era el mateix que Stabsscharführer, que era un títol de posició donada al capdavant dels suboficials de les SS. El rang de Sturmscharführer tampoc va ser un requisit previ per l'ascens a Untersturmführer i va ser considerat generalment com un rang de "carrera".
La insígnia de Sturmscharführer tenia dos llavors de plata i dues franges de plata s'usà en un pegat de coll llarg amb les plaques de les espatlles d'un Stabsfeldwebel Wehrmacht.